# Tokyo Tatsumi International Swimming Center
Tokyo Tatsumi International Swimming Center (jap. 東京辰巳国際水泳場) – kryty obiekt pływacki w Tokio, stolicy Japonii. Został otwarty 18 sierpnia 1993 roku. Może pomieścić do 5000 widzów (3600 miejsc na stałych trybunach z możliwością dostawienia tymczasowych siedzisk).

## Historia
Budowa obiektu rozpoczęła się w grudniu 1990 roku, a jego otwarcie miało miejsce 18 sierpnia 1993 roku. Podczas wielkiego trzęsienia ziemi w marcu 2011 roku uszkodzone zostało ruchome dno głównego basenu, w związku z czym obiekt został tymczasowo zamknięty. Otwarcie nastąpiło w czerwcu tego samego roku. Miesiąc później arena została ponownie zamknięta w celu wykonania gruntownej renowacji, zakończonej w sierpniu 2013 roku. Kolejne prace modernizacyjne przeprowadzono od listopada 2018 roku do marca 2019 roku.
Obiekt gościł wiele imprez pływackich rangi krajowej i międzynarodowej, m.in. wielokrotnie odbywały się w nim mistrzostwa Japonii czy Puchar Świata. W listopadzie 2016 roku w arenie rozegrano 10. Mistrzostwa Azji. W sierpniu 2018 roku basen gościł 13. Mistrzostwa Pacyfiku. Obiekt będzie także areną rozgrywania spotkań piłki wodnej (zarówno turnieju mężczyzn, jak i kobiet) podczas Letnich Igrzysk Olimpijskich 2020.
Obiekt był dwukrotnie świadkiem pobicia rekordu świata na długości 200 m stylem klasycznym. Po raz pierwszy w „Tatsumi” dokonał tego 8 czerwca 2008 roku Kōsuke Kitajima, osiągając czas 2:07,51 min. Po raz drugi rekord pobił w tej arenie Ippei Watanabe, który 28 stycznia 2017 roku w tej samej konkurencji osiągnął rezultat 2:06,67 min.

## Opis
Główna hala obiektu mieści basen olimpijski o wymiarach 50 × 25 m oraz basen do skoków do wody i pływania synchronicznego o wymiarach 25 × 25 m. Basen olimpijski wyposażony jest w ruchome dno dające możliwość regulacji głębokości (od 1,4 m do 3 m). Hala posiada trybuny mogące pomieścić 3600 widzów na stałych miejscach, z możliwością tymczasowej rozbudowy do pojemności 5000 widzów. Pod trybunami znajduje się basen treningowy o wymiarach 50 × 15 m.